# Мелхиор Ердујхељи
Мелхиор Ердујхељи (мађ. Érdujhelyi Menyhért; Сента, 4. јануар 1860 – Алентаун (САД), септембар 1925) је био капелан, вероучитељ и писац прве историје Новог Сада.

## Биографија
Школовао се у родном месту, Сегедину и Калочи, где је завршио теологију. За римокатоличког свештеника рукоположен је 1882. и као капелан је службовао у више места у Бачкој.
За капелана и учитеља веронауке у Новом Саду постављен је 1887. године. Предавао је и српски језик у Занатској школи. Нови Сад напушта 1894. године и одлази у Кишкереш, а 1897. се враћа у Сенту. Због тешког материјалног стања емигрирао је 1908. године у Канаду. Убрзо прелази у Сједињене Америчке Државе, па поново у Канаду, где учествује у друштвеном покрету канадских Мађара.

## Историографски рад
Био је активан сарадник Историјског друштва Бачко-бодрошке жупаније, које је основано 1883. у Сомбору и имало је своје подружнице у више места Жупаније. На састанцима овдашње подружнице читао је своје радове, претежно из историје Новог Сада, а објављивао их је у Годишњаку овог Друштва.
Објављивао је чланке и у српским листовима Јавор и Наше доба.
Када је из Будимпеште дошла сугестија Муниципијалном одбору Новог Сада да се поводом хиљадугодишњице мађарске државе напише историја града Ердујхељију је 1892. поверен тај задатак, с обзиром на његово познавање тематике.
Монографију је под насловом Историја Новог Сада завршио 1. фебруара 1894. године. Исте године она је објављена на мађарском језику и у српском преводу, а наредне године (1895) и на немачком. Рецензенти су били Антоније Хаџић, Милан А. Јовановић, Вићентије Корењшек, Теодор Мандић, Бела Патек, Милан Савић и Сергије Шакрак-Нинић.
Приликом писања историје Новог Сада користио је грађу Земаљског архива у Будимпешти, Царског краљевског ратног архива у Бечу и Архива града Новог Сада.
Улица у новосадском насељу Телеп носи његово име.